# Japanischer Fußball-Supercup 2003
Der japanische Fußball-Supercup 2003 wurde am 1. März 2003 zwischen dem japanischen Meister 2002 Júbilo Iwata und dem Kaiserpokal-Sieger 2002 Kyoto Purple Sanga ausgetragen. Das Spiel fand im Nationalstadion in Tokio statt.
| Paarung            | Júbilo Iwata – Kyoto Purple Sanga |
| Ergebnis           | 3:0 (0:0) |
| Datum              | 1. März 2003 um 13:33 Uhr |
| Stadion            | Nationalstadion, Tokio |
| Zuschauer          | 22.904 |
| Schiedsrichter     | Joji Kashihara |
| Tore               | 1:0 Toshiya Fujita (62.) 2:0 Gral (73.) 3:0 Gral (86.) |
| Júbilo Iwata       | Hiromasa Yamamoto – Hideto Suzuki, Makoto Tanaka, Takahiro Yamanishi – Takahiro Kawamura, Takashi Fukunishi, Toshihiro Hattori, Toshiya Fujita, Hiroshi Nanami – Masashi Nakayama, Gral Cheftrainer: Masaaki Yanagishita                                                                     |
| Kyoto Purple Sanga | Naohito Hirai – Kazuhiro Suzuki, Kazuki Teshima, Makoto Kakuda – Shin’ya Tomita, Daisuke Saitō (78. Yutaka Tahara), Kiyotaka Ishimaru, Shingo Suzuki – Daisuke Nakaharai (69. Makoto Atsuta), Teruaki Kurobe, Daisuke Matsui (69. Tadamichi Machida) Cheftrainer: Gert Engels ( Deutschland) |
| Gelbe Karten       | Takashi Fukunishi (44.), Hideto Suzuki (77.), Masashi Nakayama (78.), Toshihiro Hattori (89.) – Teruaki Kurobe (79.), Kiyotaka Ishimaru (84.) |

## Supercup-Sieger Júbilo Iwata
|  | Júbilo Iwata |
|  | - Tor: Hiromasa Yamamoto - Abwehr: Hideto Suzuki; Makoto Tanaka; Takahiro Yamanishi - Mittelfeld: Takahiro Kawamura; Takashi Fukunishi; Toshihiro Hattori; Toshiya Fujita; Hiroshi Nanami - Angriff: Masashi Nakayama; Gral |
|  | Trainer: Masaaki Yanagishita |